# Hwang In-beom
Đây là một tên người Triều Tiên, họ là Hwang.
Hwang In-beom (tiếng Hàn: 황인범; sinh ngày 20 tháng 9 năm 1996) là một cầu thủ bóng đá chuyên nghiệp người Hàn Quốc hiện đang thi đấu ở vị trí tiền vệ cho câu lạc bộ Red Star Belgrade và đội tuyển bóng đá quốc gia Hàn Quốc.

## Sự nghiệp
Hwang ký hợp đồng với Daejeon Citizen năm 2015. Anh có bàn thắng đầu tiên trong màn ra mắt ở trận đấu tại giải vô địch trước Pohang ngày 30 tháng 5 và trở thành cầu thủ trẻ nhất trong lịch sử của Daejeon Citizen.

## Thống kê sự nghiệp
Tính đến 31 tháng 10 năm 2020
| Câu lạc bộ          | Câu lạc bộ                | Câu lạc bộ             | Giải đấu               | Giải đấu               | Cúp quốc gia | Cúp quốc gia | Châu lục | Châu lục | Tổng cộng | Tổng cộng |
| Mùa giải            | Câu lạc bộ                | Giải đấu               | Trận                   | Bàn                    | Trận         | Bàn          | Trận     | Bàn      | Trận      | Bàn       |
| Hàn Quốc            | Hàn Quốc                  | Hàn Quốc               | K-League               | K-League               | KFA Cup      | KFA Cup      | Châu Á   | Châu Á   | Tổng cộng | Tổng cộng |
| ------------------- | ------------------------- | ---------------------- | ---------------------- | ---------------------- | ------------ | ------------ | -------- | -------- | --------- | --------- |
| 2015                | Daejeon Citizen           | K League 1             | 14                     | 4                      | 1            | 0            | —        | —        | 15        | 4         |
| 2016                | Daejeon Citizen           | K League 2             | 35                     | 5                      | 2            | 0            | —        | —        | 37        | 5         |
| 2017                | Daejeon Citizen           | K League 2             | 32                     | 4                      | 3            | 0            | —        | —        | 35        | 4         |
| 2018                | Asan Mugunghwa (quân đội) | K League 2             | 18                     | 1                      | 0            | 0            | —        | —        | 18        | 1         |
| 2018                | Daejeon Citizen           | K League 2             | 7                      | 2                      | 0            | 0            | —        | —        | 7         | 2         |
| Canada              | Canada                    | Canada                 | MLS                    | MLS                    | Cup          | Cup          | Bắc Mỹ   | Bắc Mỹ   | Tổng cộng | Tổng cộng |
| 2019                | Vancouver Whitecaps FC    | MLS                    | 33                     | 3                      | 1            | 1            | —        | —        | 34        | 4         |
| 2020                | Vancouver Whitecaps FC    | MLS                    | 6                      | 0                      | 0            | 0            | —        | —        | 6         | 0         |
| Nga                 | Nga                       | Nga                    | Russian Premier League | Russian Premier League | Russian Cup  | Russian Cup  | Châu Âu  | Châu Âu  | Tổng cộng | Tổng cộng |
| 2020–21             | Rubin Kazan               | Russian Premier League | 9                      | 1                      | 1            | 1            | —        | —        | 10        | 2         |
| Tổng cộng           | Hàn Quốc                  | Hàn Quốc               | 106                    | 16                     | 6            | 0            | 0        | 0        | 112       | 16        |
| Tổng cộng           | Canada                    | Canada                 | 39                     | 3                      | 1            | 1            | 0        | 0        | 40        | 4         |
| Tổng cộng           | Nga                       | Nga                    | 9                      | 1                      | 1            | 1            | 0        | 0        | 10        | 2         |
| Tổng cộng sự nghiệp | Tổng cộng sự nghiệp       | Tổng cộng sự nghiệp    | 154                    | 20                     | 8            | 2            | 0        | 0        | 162       | 22        |

### Bàn thắng quốc tế
Bàn thắng và kết quả của Hàn Quốc được để trước.
| # | Ngày                 | Địa điểm                                        | Đối thủ   | Bàn thắng | Kết quả | Giải đấu                      |
| - | -------------------- | ----------------------------------------------- | --------- | --------- | ------- | ----------------------------- |
| 1 | 16 tháng 10 năm 2018 | Sân vận động Cheonan, Cheonan, Hàn Quốc         | Panama    | 2–0       | 2–2     | Giao hữu                      |
| 2 | 11 tháng 12 năm 2019 | Sân vận động chính Asiad Busan, Busan, Hàn Quốc | Hồng Kông | 2–0       | 2–0     | EAFF Cup 2019                 |
| 3 | 18 tháng 12 năm 2019 | Sân vận động chính Asiad Busan, Busan, Hàn Quốc | Nhật Bản  | 1–0       | 1–0     | EAFF Cup 2019                 |
| 4 | 7 tháng 10 năm 2021  | Sân vận động Ansan Wa~, Ansan, Hàn Quốc         | Syria     | 1–0       | 2–1     | Vòng loại FIFA World Cup 2022 |
| 5 | 28 tháng 3 năm 2023  | Sân vận động Seoul World Cup, Seoul, Hàn Quốc   | Uruguay   | 1–1       | 1–2     | Giao hữu                      |
| 6 | 15 tháng 1 năm 2024  | Sân vận động Jassim bin Hamad, Al Rayyan, Qatar | Bahrain   | 1–0       | 3–1     | AFC Asian Cup 2023            |